# 大潭峽
大潭峽是香港東區和南區一個山坳，位於香港島東部的大潭，柏架山與歌連臣山之間，峽上建有大潭道，為連接柴灣至大潭、赤柱及石澳的主要通道。

## 著名地點
- 歌連臣角火葬場
- 大潭峽懲教所